# Tentamon (XXI dinastia)
Tentamon (fl. XI secolo a.C.) è stata una regina egizia della XXI dinastia.

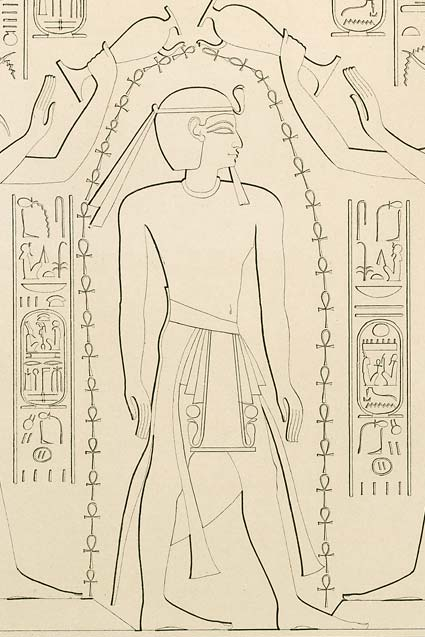
Disegno di Karl Richard Lepsius raffigurante Ramses XI, verosimilmente il padre di Tentamon

Tentamon fu probabilmente figlia di Ramses XI, ultimo sovrano della XX dinastia che aveva retto l'Egitto per oltre un secolo. Sua madre fu forse la regina Tentamon della XX dinastia, la quale generò, inoltre, un'altra futura regina, Duathathor-Henuttaui. 
Il matrimonio di questa seconda Tentamon con re Smendes sembra avvalorato da una menzione di lei che si ha nell'antico romanzo egizio Il viaggio di Unamon, ove compare residente a Tanis insieme a Smendes (chiamato col suo nome originale, Nesbanebdjed, di cui Smendes è la corruzione greca), e nel quale entrambi sono definiti "organizzatori del territorio".

## Titoli
- Regina consorte d'Egitto
- Grande Sposa Reale.
- Figlia del re